# Erin Heatherton
Erin Heatherton, egentligen Erin Heather Bubley, född 4 mars 1989 i Skokie, Illinois, USA, är en amerikansk fotomodell. Hon är sedan 2010 en av Victoria's Secret Angels.